# Condado de Cuadro de Alba de Tormes
El condado de Cuadro de Alba de Tormes es un título nobiliario español concedido por Real Decreto, el 24 de febrero de 1835, por la reina María Cristina de Borbón-Dos Sicilias a Gabriel de Mendizábal Iraeta.
En la batalla de Alba de Tormes en 1809, a pesar de la manifestación de la desventaja española, la Avanzada Divisional y tres batallones de la 2ª División lograron configurarse en formación en cuadro sobre un terreno elevado, rechazando las múltiples embestidas de los jinetes franceses salvándose atravesando el puente de Alba de Tormes.
Acción que se recuerda como una de los más heroicas del ejército español durante la Guerra de la Independencia, por la que fue honrado con el título de conde de Cuadro de Alba de Tormes.

## Condes de Cuadro de Alba de Tormes
|                                                 | Titular                                         | Periodo                                         |
| Creación por María Cristina de Borbón (Regente) | Creación por María Cristina de Borbón (Regente) | Creación por María Cristina de Borbón (Regente) |
| ----------------------------------------------- | ----------------------------------------------- | ----------------------------------------------- |
| i                                               | Gabriel de Mendizábal Iraeta                    | 1835 - 1838                                     |
| ii                                              | Tomás María Mendizábal Zabala                   | 1824 - 1848                                     |
| iii                                             | Juliana Dolores Zabala y Zabala                 | ? - 1924                                        |
| Rehabilitado por Alfonso XIII de España         |                                                 |                                                 |
| iv                                              | Santos Zabala e Irazusta                        | ? - 1963                                        |
| v                                               | María de los Dolores Lascuráin y Madariaga      | 1963 - 1979                                     |
| vi                                              | Ricardo Ruiz de Gauna Lascurain                 | 1979 - 1988                                     |
| vii                                             | José Ricardo Ruiz de Gauna y Moreno             | 1988 - 2022                                     |
| viii                                            | Íñigo Montoya Ruiz de Gauna                     | 2022-                                           |

## Historia de los condes de Cuadro de Alba de Tormes
- Gabriel María de Mendizábal e Iraeta I conde de Cuadro de Alba de Tormes (Vergara, Guipúzcoa, 7 de noviembre de 1764 - Madrid, 1 de octubre de 1838). Comandante del Ejército de la Izquierda, estuvo al mando del Séptimo Exército, Caballero de la Orden de Calatrava, jefe político del Señorío de Vizcaya, condecorado con la máxima distinción, la Gran Cruz Laureada de San Fernando y también la de San Hermenegildo. Entre los años de 1814 y 1820, fue incorporado al Consejo Supremo de la Guerra. En 1834, fue nombrado presidente del Tribunal Supremo de Guerra y Marina, cargo en el que permaneció hasta su fallecimiento. Casado en 1816 con Josefa Gabriela de Zavala y Mendizábal. Su hijo le sucede.
- Tomás María Mendizábal Zabala, II Conde Cuadro de Alba de Tormes (2 de noviembre de 1824 - 7 de enero de 1848), Fallece a los 24 años de edad, sin descendencia.  En 1854 fallece abintestato la condesa viuda de Cuadro de Alba de Tormes y vizcondesa de Astorga, título este del que no se ha conseguido dar fe. Se adjudica el caserío de Mendizábal sito en Vergara, a sus sobrinos Luis, Lucia y Mónica Zabala hijos de Manuel José Zabala Mendizábal y de Catalina Echezarreta Izaguirre. Al parecer no es solicitado el título de conde de Cuadro de Alba de Tormes y en 1872 el ministerio de Hacienda anuncia la conveniencia de la supresión del mismo. Antes de 1881 se adjudica la sucesión a Juliana Dolores Zabala y Zabala.
- Juliana Dolores Zabala y Zabala, III Condesa de Cuadro de Alba de Tormes, casada con Miguel Bartolomé Andueza y Aspurz.  Juliana fallece antes de 1925, momento en el que su hijo varón se casa, anunciándose en prensa como conde de Cuadro de Alba de Tormes. Sin embargo consta que no llegó a tomar posesión del título ya que en 1928 Román de Lizarruturri y Martínez solicitó la rehabilitación del título apareciendo en el anuncio oficial del ministerio de Gracia y Justicia mostrando fe, de que la última propietaria fue Juliana de Zabala y Zabala. No se concede dicha solicitud, ya que en 1930 es rehabilitado a favor de, Santos Zabala e Irazusta.
- Santos Zabala e Irazusta, IV Conde de Cuadro de Alba de Tormes. Sobrino nieto de Josefa Gabriela de Zavala y Mendizábal, hijo de Luis Zabala Echezarreta y de Antonia Irazusta Azcárraga, nieto de Manuel José Zabala Mendizábal y de Catalina Echezarreta Izaguirre y biznieto de José Antonio Zabala Goitia y de Manuela Martina Mendizábal Iraeta. Le sucede desde 1963, María de los Dolores Lascuráin y Madariaga.
- María de los Dolores Lascuráin y Madariaga, siendo hija de Nicolasa Ramona Francisca Madariaga Echezarreta (1878) casada el 10 de junio de 1897, Anzuola, con Ignacio Lucio Lascurain Olascoaga (1867) V Condesa de Cuadro de Alba de Tormes. Sucede desde el 5 de mayo de 1979 su hijo, Ricardo Ruiz de Gauna Lascurain.
- Ricardo Ruiz de Gauna Lascurain, VI Conde de Cuadro de Alba de Tormes. Sucede desde el 24 de noviembre de 1988 su hijo, José Ricardo Ruiz de Gauna y Moreno.
- José Ricardo Ruiz de Gauna y Moreno, VII Conde de Cuadro de Alba de Tormes. Sucede por cesión desde el 27 de abril de 2022 su sobrino, Íñigo Montoya Ruiz de Gauna.
- Íñigo Montoya Ruiz de Gauna, VIII Conde de Cuadro de Alba de Tormes.